# Geghama
Geghama Lerrnashght'a är en bergskedja i Armenien. Den ligger i den centrala delen av landet, 40 kilometer öster om huvudstaden Jerevan.
Trakten runt Geghama Lerrnashght'a består i huvudsak av gräsmarker. Runt Geghama Lerrnashght'a är det ganska tätbefolkat, med 72 invånare per kvadratkilometer.